# Мурашова (деревня)
Мурашова — деревня в Шатровском районе Курганской области. Входит в состав Терсюкского сельсовета.

## История
До 1917 года в составе Терсюкской волости Ялуторовского уезда Тобольской губернии. По данным на 1926 год состояла из 130 хозяйств. В административном отношении являлась центром Мурашовского сельсовета Шатровского района Тюменского округа Уральской области.

## Население
| 1989 | 2002 | 2010 |
| ---- | ---- | ---- |
| 88   | ↘58  | ↘39  |

По данным переписи 1926 года в деревне проживало 618 человек (280 мужчин и 338 женщин), в том числе: русские составляли 100 % населения.